# Ewald Groth

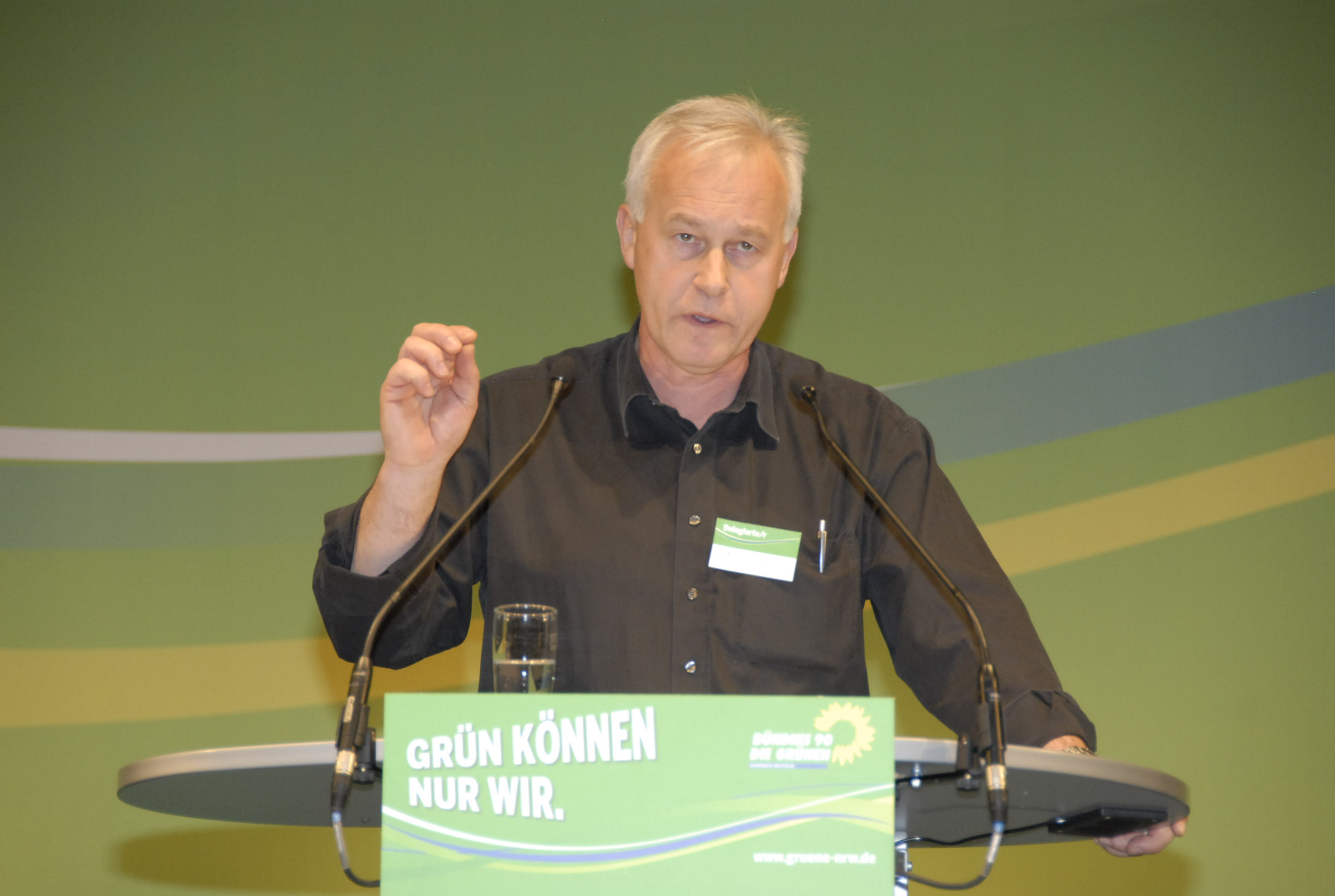
Ewald Groth (2009)

Ewald Groth (* 10. Oktober 1953 in Lünen) ist ein deutscher Politiker und war bis 2010 nordrhein-westfälischer Landtagsabgeordneter für Bündnis 90/Die Grünen.

## Ausbildung und Beruf
Seine Mittlere Reife erlangte Ewald Groth 1969 am Freiherr-vom-Stein-Gymnasium in Lünen. Anschließend besuchte er die Fachoberschule für Sozialarbeit und Sozialpädagogik in Lünen, die er mit dem Fachabitur 1973 abschloss. 
Von 1973 bis 1975 studierte er an der Fachhochschule für Sozialarbeit und machte gleichzeitig sein Vollabitur am Abendgymnasium Dortmund, danach bis 1981 Studium an der Heilpädagogischen Hochschule in Dortmund. Nach dem Abschluss des Staatsexamens und seiner Ausbildung zum Sonderschullehrer arbeitete Groth als Krankenhauslehrer in der Kinder- und Jugendpsychiatrie in Osnabrück. 1989 bis 1995 war er als Sonderschullehrer an der Albert-Schweitzer-Schule in Münster, der Montessori-Schule für Lernbehinderte, tätig und erlangte dort auch sein Montessori-Diplom.

## Politik
Ewald Groth ist seit Ende der 1980er Jahre bei den Grünen aktiv, zunächst gründete er zusammen mit Heinz Kock im Jahr 1989 den Ortsverband Ostbevern im Kreis Warendorf und zog im gleichen Jahr als Fraktionsvorsitzender in den Gemeinderat von Ostbevern ein. Ab 1994 war er Mitglied des Kreistages Warendorf.
Groth wurde 1995 in den Landtag von Nordrhein-Westfalen als Abgeordneter für die grüne Fraktion gewählt. Dort war er als kommunalpolitischer Sprecher, Sprecher für die Verwaltungsreform und Sprecher für Sportpolitik tätig.
Im Mai 2005 schied Groth aus dem Landtag aus und kehrte vorläufig in seinen alten Beruf zurück. Nach dem Wechsel von Michael Vesper zum Deutschen Olympischen Sportbund zog er am 1. Oktober 2006 zum zweiten Mal in den Landtag ein. 
Er war unter anderem als Vorsitzender im Ausschuss für Innovation, Wissenschaft, Forschung und Technologie (AIWFT) und als Sprecher im Haushalts- und Finanzausschuss sowie für Sportpolitik tätig. Er gehörte dem Parlamentarischen Untersuchungsausschuss zur Untersuchung des Foltermords in der Jugendstrafanstalt Siegburg an und war Mitglied in der Enquetekommission zur Gewaltprävention bei Kindern und Jugendlichen, die in Folge der Auflösung des Untersuchungsausschusses gegründet wurde.
Als Abgeordneter betreute er zudem die grünen Kreisverbände Bochum, Borken, Bottrop, Hagen, Hamm, Herne, Recklinghausen und Steinfurt. Dem 2010 gewählten Landtag gehört er nicht mehr an.
Groth ist verheiratet, hat drei Kinder und lebt in Bochum.